# Івантєєвка (станція)
Івантєєвка (рос. Ивантеевка) — залізнична станція тупикової лінії Болшево — Фрязино Ярославського напрямку Московської залізниці. Розташована в однойменному місті Московської області. Входить до Московсько-Курського центру організації роботи залізничних станцій ДЦС-1 Московської дирекції управління рухом. За основним характером роботи є проміжною, за обсягом роботи віднесена до 4 класу. Раніше була станцією 3 класу.
В межах станції знаходяться:
- Івантєєвка-Вантажна — історична частина станції, в стороні (на північ) від головного ходу Болшево - Фрязино. Від неї відходить ряд під'їзних колій.
- Однойменна пасажирська платформа Івантєєвка (колишня Івантєєвка I), знаходиться на головному (одноколійному) ході на південний схід від історичної частини.
- Роз'їзд на головному ході на дві колії на схід від платформи Івантєєвка з двома пасажирськими платформами Дитяча

Платформа Івантєєвка обладнана турнікетами. Час руху від Москва-Пасажирська-Ярославська близько 1 години 10 хвилин, від платформи Фрязино-Пас. — близько 15 хвилин.
До 1967 року пасажирська платформа була розташована в основній частині станції, а спрямленого головного ходу з платформою Івантєєвка-1 не було. Приміські поїзди, а потім електропоїзди заїжджали на станцію зі стоянкою і зміною напрямку. Пізніше сполучна лінія з основної частини станції в сторону Фрязино була демонтована.